# Sea of Tunes
Sea of Tunes era una editora musical fundada en 1962 por Murry Wilson, padre de tres de los Beach Boys —Brian, Dennis y Carl Wilson— y tío de otro de sus miembros, Mike Love. El objetivo era publicar en ella las canciones que Brian escribiera para su grupo u otros artistas.

## Venta de la editorial
Después de que los Beach Boys despidieran a Murry Wilson como su gerente en 1964, él continuó sirviendo como su editor. En julio de 1965, envió una carta a Brian solicitando que se le concediera oficialmente la propiedad exclusiva de la empresa, según un acuerdo verbal que habían alcanzado en 1962. Según el historiador Keith Badman, "Brian permitió que Murry tomara el control total para detener las continuas molestias de su padre sobre el asunto".
En mayo de 1969, Brian le dijo a la prensa musical que los fondos del grupo se habían agotado hasta el punto de que estaban considerando declararse en bancarrota para fines de año, lo que Disc & Music Echo calificó como "una noticia sorprendente" y un "tremendo impacto para la escena pop estadounidense". En agosto (o noviembre), Murry vendió Sea of Tunes a Irving Almo Music por $ 700.000 (equivalente a $ 4.88 millones de 2019), creyendo que el valor del catálogo había alcanzado su punto máximo. Brian, según su esposa Marilyn Wilson, quedó devastado por la venta.
Mike Love escribió, en sus memorias de 2016, que el grupo renunció a sus derechos sobre las canciones bajo coacción, y que a fines de la década de 1980, se descubrió que esa acción fue parte de un elaborado plan orquestado durante dos años por Abe Somer, el abogado de los Beach Boys. Somer ocultó el hecho de que también era el abogado de Irving Music, lo que marca un conflicto de intereses. A lo largo de los años, el catálogo generaría más de $ 100 millones en regalías de publicación, ninguno de los cuales ni Murry ni los miembros de la banda recibieron. En 1994, se estimaba que el catálogo valía $ 40 millones ($ 69 millones en 2019).
Después de haber sido despedido por Brian Wilson como mánager de The Beach Boys en 1964, Murry siguió siendo el editor de Sea of Tunes, hasta que la vendió a A&M Records en 1969 por 750.000 dólares. Murry creía que la banda ya había alcanzado su cima de éxito, y pensó que estaría haciendo un favor al vender Sea of Tunes cuando el grupo estaba en su punto de popularidad más bajo a finales de los años 1960. En lugar de ello, los miembros de la banda se pusieron furiosos. 
A principios de la década de 1990, Brian reclamó fraude y demandó por la devolución de los derechos de autor de sus canciones. La demanda sugirió que la firma de Brian pudo haber sido falsificada, "además de negligencia, tergiversaciones, supresión de hechos, incumplimiento de contrato y conflictos de intereses", lo que hace que la venta sea ilegal. Si bien no pudo recuperar los derechos de sus canciones en la corte, se le otorgaron $ 25 millones de dólares en daños, incluidas regalías impagas y mal pagadas.

## Demanda posterior de Brian y Mike
Años después de la muerte de Murry, Brian Wilson emprendió en 1989 una demanda por 100 millones de dólares a la editorial Irving Music, una compañía que pertenecía a A&M General Corp, a la cual había vendido Murry la editorial de las canciones de los Beach Boys en 1969. La demanda se basó en varios cargos, incluida la falsificación de la firma de Wilson en el contrato original de 1969 en disputa, más negligencia, falsedad e infracción de contrato. Wilson además declaró que padecía enfermedades mentales no tratadas y que estaba bajos los efectos de su abuso a las drogas. Si bien no recuperó los derechos de autor a la editorial Sea of Tunes, sí que logró que la Corte le otorgara 25 millones de dólares por los daños y perjuicios causados, incluidos las regalías no pagadas o que fueron mal pagadas.
Mike Love alegó que se le debía crédito por 79 canciones de Beach Boys. Love explicó que Murry nunca le dio crédito por muchas de las canciones que había coescrito con Brian y, por lo tanto, también había perdido derechos de autor. Love esperaba que "no tengamos que ir a juicio porque eso va a destruir a Brian. Las declaraciones le sentaran muy mal, en primer lugar, y mucho menos llevarlo a la corte".
No pudieron llegar a un acuerdo, por lo que Love presentó una demanda contra Wilson en 1992. Después de un juicio que duró ocho semanas y ocho días de deliberaciones, el 12 de diciembre de 1994 Love ganó el caso. El jurado dictaminó que Love y Wilson eran socios, que Wilson o sus agentes ocultaron hechos materiales con la intención de defraudar a Love, y que incurrieron en fraude de promesas con respecto a los créditos de publicación y regalías, y que a Love se le debían las 35 canciones en disputa. Más tarde, Love dijo que fue "casi con certeza el mayor caso de fraude en la historia de la música". Posteriormente se le otorgó un crédito de coautoría para 35 canciones que se publicaron entre 1962 y 1966, así como $ 13 millones.
Canciones:
- "Chug-a-Lug"
- "409"
- "Farmer's Daughter"
- "Noble Surfer"
- "Finders Keepers"
- "Catch a Wave"
- "Hawaii"
- "Be True To Your School"
- "Custom Machine"
- "I Get Around"
- "All Summer Long"
- "Wendy"
- "Do You Remember?"
- "Drive-In"
- "Don't Back Down"
- "Little Saint Nick"
- "Santa's Beard"
- "The Man with All the Toys"
- "Merry Christmas, Baby"
- "Good to My Baby"
- "Don't Hurt My Little Sister"
- "When I Grow Up (To Be a Man)"
- "Help Me, Rhonda"
- "Dance, Dance, Dance"
- "Kiss Me, Baby"
- "She Knows Me Too Well"
- "In the Back of My Mind"
- "The Girl from New York City"
- "Amusement Parks U.S.A."
- "Salt Lake City"
- "California Girls"
- "Let Him Run Wild"
- "You're So Good to Me"
- "Wouldn't It Be Nice"
- "I Know There's an Answer"/"Hang On to Your Ego"

## Otras disputas
- "Surfin' USA" – Love alegó que se le debía crédito por la canción,[21] el mismo Brian afirmó que Love contribuyó en la canción en una entrevista de 1974.[22]
- "The Little Girl I Once Knew" – Love alegó que se le debía crédito por la canción.[23]
- "Wouldn't It Be Nice" – Love alegó que se le debían créditos por partes adicionales de la canción que no se le otorgaron en la demanda de 1994. El coguionista Tony Asher dijo que era imposible que Love hubiera participado, ya que estaba de gira con la banda por Japón durante la época en que Wilson y Asher estaban componiendo las letras de Pet Sounds.[24]